# Johan Sparschuch
Johan Sparschuch, född 5 november 1699 i Norrköping, död 28 mars 1781 i Linköping, var en svensk präst. 

## Biografi
Sparschuch föddes 1699 i Norrköping, där fadern Christian Sparschuch härstammande från Dresden var rektor och organist vid Sankt Olofs församling. Efter skolgång i Norrköping och Linköping och blev han 22 januari 1717 student vid Uppsala universitet  där han var stipendiat 1722–1731. 19 juni 1731 blev han filosofie magister. Sparschuch blev gymnasieadjunkt 24 februari 1732 i Linköping och 22 januari 1735 lektor i vältalighet och poesi. Sparschuch prästvigdes samma år 14 februari. 4 maj 1739 blev han kyrkoherde i Landeryds församling och andre teologie lektor. 3 november 1742 blev han kyrkoherde i Skeda församling och förste teologie lektor. Sparschuch blev 16 juli 1755 prost och  domprost i Linköpings 24 oktober 1769 med tillträde 1771. Sparschuch avled 1781 i Linköping och begravdes samma år 16 april i Linköpings domkyrka.
Sparschuch var även preses vid prästmötet 1748. Den 25 januari 1768 utnämndes han till teologie doktor i Lund.
Han var yngre bror till Erik Sparschuch. Båda torde fått organistutbildning av fadern. Johan Sparschuch uppges redan vid 15 års ålder av Norrköpings S:t Olofs församling blivit konstituerad som organist efter brodern som avlidit 1714. Tjänsten skulle tills vidare skötas av magister Johan Thun men Sparspuch återvände ej som organist efter studierna i Uppsala.

### Familj
Sparschuch gifte sig första gången 26 oktober 1736 med Anna Catharina Drysén (1711–1738), som var dotter till kyrkoherden Laurentius Drysenius i Landeryds församling och Christina Melander. Anna Catharina Drysén var änka till lektor Johan Samsonius från Linköping. De fick tillsammans sonen assessorn Lars Sparschuch (1738–1810) på Valla i S:t Lars socken. Sparschuch gifte sig andra gången 26 februari 1741 med Christina Rydelius (1702–1760), dotter till kyrkoherde Jonas Rydelius i Veta församling och Anna Lysing. De fick tillsammans handlanden Erik Jonas Sparschuch (född 1742) i Stockholm och assessorn Henrik Sparschuch (1742–1786).